# 2026-os Fiatal Zenészek Eurovíziója
A 20246-os Fiatal Zenészek Eurovíziója (örményül: Պատանի երաժիշտների Եվրատեսիլ 2026, latin átírással: Patani Jerazistneri Evrateszil 2026, angolul: Eurovision Young Musicians 2026) lesz a huszonkettedik Fiatal Zenészek Eurovíziója, amelyet Jerevánban rendeznek meg. A 2024-es verseny az osztrák Leonhard Baumgartner győzelmével zárult, aki egy hegedűversenyművet adott elő.
Eddig 1 ország erősítette meg részvételét a versenyen.

## A helyszín és a verseny

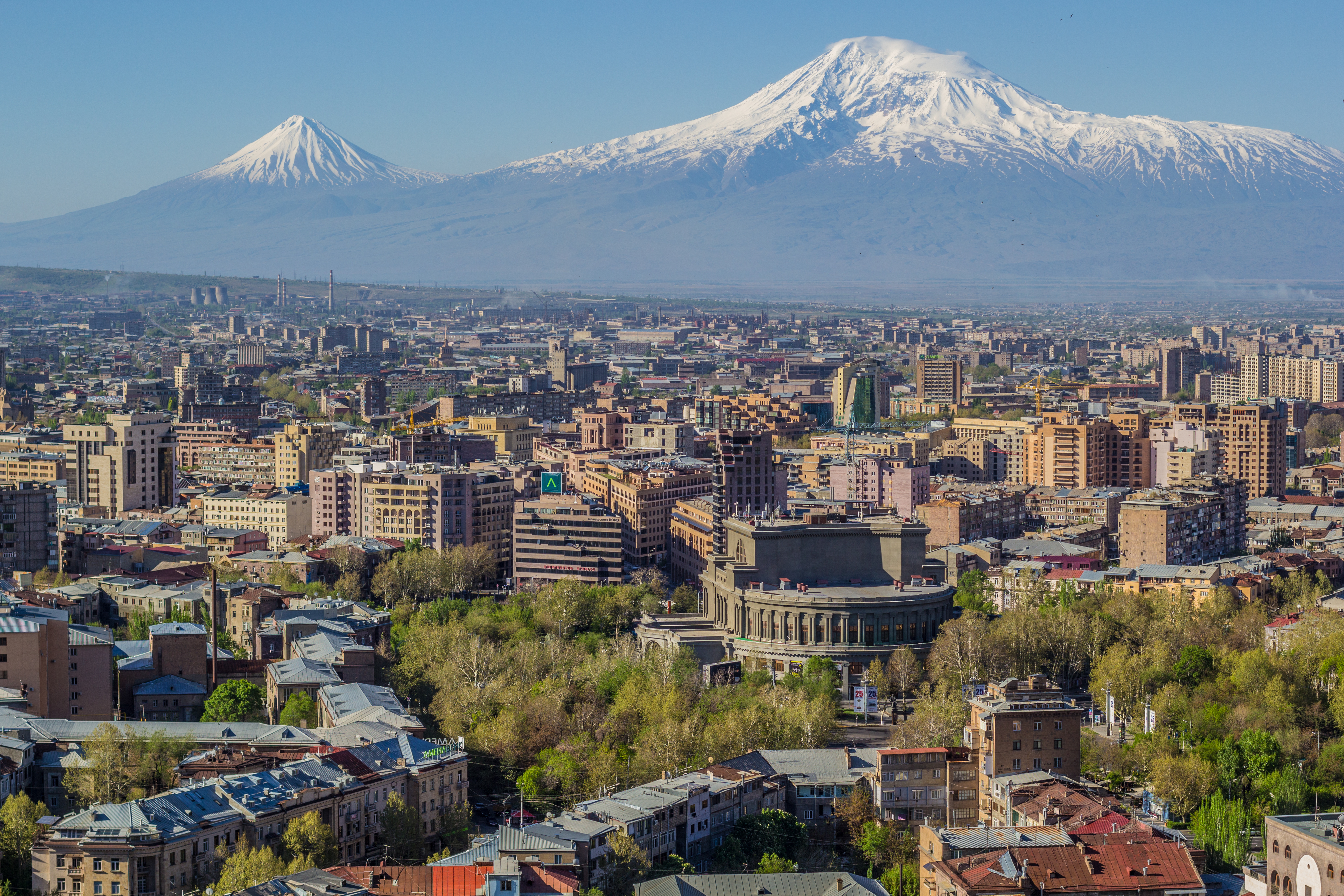
A verseny rendező városa, Jereván

Az Eurovíziós Dalfesztivállal ellenben itt nem az előző verseny győztese rendez, hanem pályázni kell a rendezés jogára,
2024. október 21-én vált hivatalossá, hogy a versenynek a Örményország fővárosa Jereván ad otthont. Ez lesz az első alkalom, hogy a Fiatal Zenészek Eurovízióját Örményországban rendezik meg. Korábban Jereván adott otthont a 2011-es és 2022-es Junior Eurovíziós Dalfesztiválnak. A pontos helyszínt egy későbbi időpontban jelentik be.

## Térkép

Országok, melyek már megnevezték az indulójukat
Országok, melyek már jelezték, hogy részt vesznek
Országok, melyek korábban részt vettek, de ebben az évben nem

## A résztvevők
| Ország                 | Műsorsugárzó | Zenész | Hangszer | Darab (szerző) |
| ---------------------- | ------------ | ------ | -------- | -------------- |
| Örményország (rendező) | AMPTV        |        |          |                |

## Lásd még
- 2026-os Eurovíziós Dalfesztivál
- 2026-os Junior Eurovíziós Dalfesztivál